# Бой за Буна-Гона
Боят за Буна-Гона от 16 ноември 1942 година до 22 януари 1943 година е бой в района на селището Буна в Нова Гвинея по време на Новогвинейската кампания на Втората световна война.
След успеха на Съюзниците в Кокодската операция, японските войски в източна Нова Гвинея се оттеглят в три укрепени плацдарма на североизточния бряг. Преследващите ги австралийски и американски части се опитват да ги превземат, но срещат ожесточена съпротива. И двете страни страдат от недостиг на храни и боеприпаси, но съюзническата авиация успява напълно да прекъсне японските линии за доставки по море. Част от японските войници успяват да напуснат обсадените плацдарми по суша или по вода, но останалите се съпротивляват до почти пълното си унищожение.